# Maxey-sur-Vaise
Maxey-sur-Vaise é uma comuna francesa na região administrativa de Grande Leste, no departamento de Meuse. Estende-se por uma área de 10,9 km². Em 2010 a comuna tinha 297 habitantes (densidade: 27,2 hab./km²).